# 奥瑟海姆站
奥瑟海姆站（法語：Osseghem）是布鲁塞尔地铁2号线和6号线的车站，位于比利时布鲁塞尔首都大区圣扬斯-莫伦贝克。

## 名称
该站得名于所在的奥瑟海姆街区。